# Rozmowy zagraniczne 1979–2003
Rozmowy zagraniczne 1979-2003 – zbiór wywiadów z Czesławem Miłoszem opublikowanych w języku angielskim na Zachodzie.
Tom zawiera 25 rozmów publikowanych w latach 1979-2003 na łamach anglojęzycznej prasy codziennej, tygodników i miesięczników oraz w wydawnictwach książkowych.  Z Noblistą rozmawiają zagraniczni znawcy jego twórczości, badacze, wykładowcy oraz bliscy jego znajomi. Wywiady dotyczą tajników warsztatu pisarskiego, inspiracji i fascynacji literackich, poglądów społeczno-politycznych, Polski i Polaków, życiowych wyborów oraz tożsamości. Rozmowy przetłumaczone przez Marią Zawadzką ułożone zostały chronologicznie.
W książce znalazły się również zapisy dyskusji panelowych z konferencji literackich w Lizbonie i Budapeszcie, w których udział wzięli m.in.: Péter Esterházy, Danilo Kiš, Josef Škvorecký, Ismail Kadare, Ian McEwan, Salman Rushdie, Susan Sontag, Derek Walcott, Claudio Magris.